# Traité Clayton–Bulwer

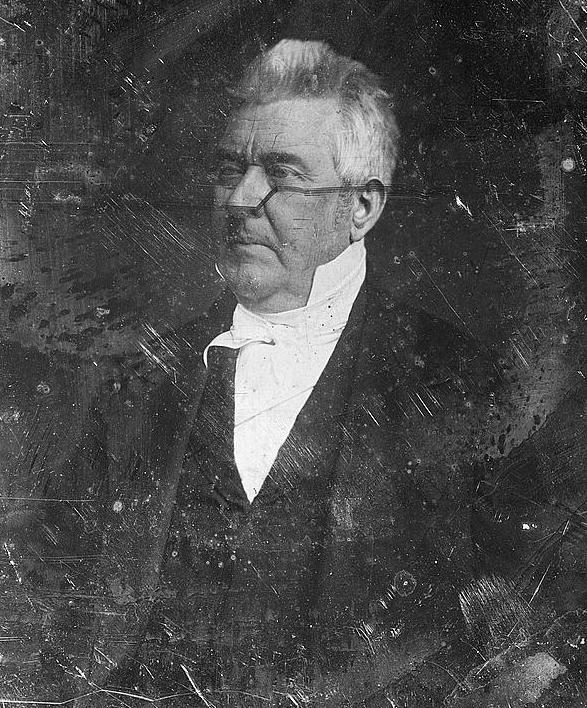
Daguérréotype de John M. Clayton, un des signataires de l'accord.

Le traité Clayton–Bulwer fut un accord négocié entre les États-Unis d'Amérique et le Royaume-Uni en 1850.  Il fut signé par John M. Clayton et Sir Henry Bulwer-Lytton pour garantir l'équilibre entre les deux pays au sujet de la construction d'un canal interocéanique en Amérique centrale.
Le Royaume-Uni réclamait une possession sur des territoires de la côte atlantique dans les régions connues comme le Honduras britannique (actuel Belize), la Côte des Mosquitos, entre le Nicaragua et le Honduras, ainsi que  les Bay Islands en Honduras.  Les États-Unis de leur part avaient pre-établi des accords avec le Nicaragua et le Honduras, ce qui leur offrait un certain avantage diplomatique qui pouvait balancer la domination britannique de la zone. Cette situation conférait aux deux États un intérêt d'arrangement sur la question de la construction d'un éventuel canal dans la zone.

## Les points essentiels du traité
Le traité avait quatre points essentiels :
1. Il unissait les deux parties à ne pas obtenir ou maintenir une exclusivité sur le contrôle d'un éventuel canal, ou à obtenir un avantage inégal sur l'autre dans son usage.
2. Il garantissait la neutralité de la zone d'un éventuel canal.
3. Il déclarait que les deux parties étaient d'accord pour « étendre leur protection sur d'autres voies de communication, tel qu'un canal ou un réseau ferroviaire, à travers l'isthme qui connectait l'Amérique du Nord avec l'Amérique du Sud. »
4. Finalement, il stipulait qu'aucun des signataires « occuperait, ou fortifierait, ou coloniserait, ou assumerait ou exercerait domination aucune sur le Nicaragua, le Costa Rica, la Côte des Mosquitos ou quelconque autre partie de l'Amérique centrale », même pas par le biais d'un protectorat ou d'une alliance présente ou future.

## Signature et ratification
Le traité fut signé le 19 avril 1850 et ratifié par les deux gouvernements.  Avant l'échange des ratifications, le Premier ministre britannique, Lord Palmerston, indiqua à Bulwer le 8 juin de faire la déclaration sur le fait que le gouvernement britannique n'entendait pas le traité comme « appliquant sur les domaines de Sa Majesté en Honduras, ou ses dépendances. » Clayton fit une contre déclaration sur le fait que les États-Unis ne voyaient pas le traité appliquant sur « le domaine britannique en Honduras, couramment appelé Honduras britannique... ni sur les îles avoisinantes connues ainsi comme ses dépendances ». Les engagements du traité appliquèrent sur l'ensemble des états de l'Amérique centrale, sans que les auparavant déclarations eurent été soumises au Sénat des États-Unis du fait qu'elles ne modifiaient pas la nature légale et essentielle du traité.

## Désaccords
L’interprétation des déclarations devint un thème de contentieux. Dans les deux cas les déclarations rendaient impossible un contrôle d'un éventuel canal de la part du Royaume-Uni à partir des territoires réclamés, tout autant qu'un contrôle politique de la part des deux parties par les prohibitions du traité.

### Point de vue britannique
Considérant la rédaction du traité comme prospectif, le Royaume-Uni ne se voyait pas en obligation d'abandonner son protectorat sur la Côte des Mosquitos.

### Point de vue Américain
Les États-Unis ne considéraient pas les Bay Islands comme les dépendances avoisinantes.  Ainsi, le Honduras britannique devait se limiter aux frontières établies à partir des traites britanniques avec l'Espagne ce qui ne fut pas facile à éclairer par la suite avec les états centroaméricains.
Finalement les États-Unis ne confirmèrent pas les déclarations officiellement et argumentèrent que le traité était rigoureusement rétrospectif sur l'enjeu de la Côte des Mosquitos.  

## Traités de 1859 et 1860
Entre les années 1859 et 1860, les traités britanniques avec les états centroaméricains cédèrent le Bay Islands et la Côte des Mosquitos en accord avec le point de vue du traité des États-Unis. Toutefois, l'extension du Belize s'étendit en désaccord des limites originellement espérées par les Américains, mais finalement accepté.

## Le traité Hay–Pauncefote
Le traité Hay–Pauncefote de 1901 remplaça le traité Clayton–Bulwer qui adopta la règle de neutralité sur le canal de Panama.